# Millie (film 1931)

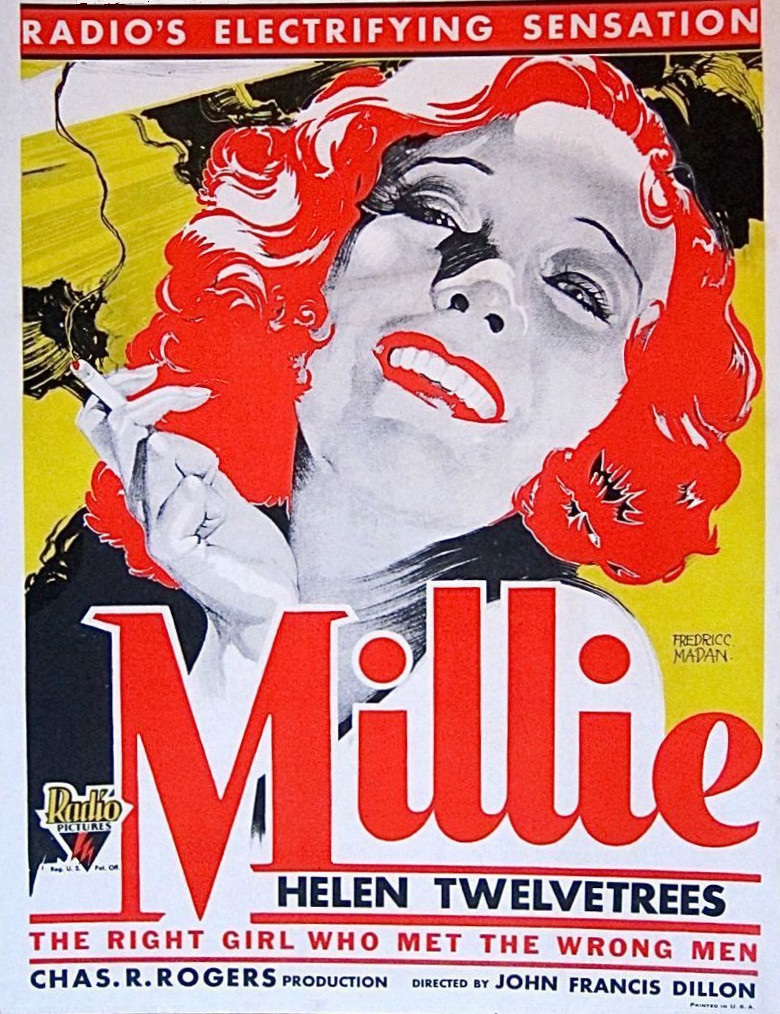
Locandina del film

Millie è un film del 1931 diretto da John Francis Dillon. La sceneggiatura si basa su Millie, un romanzo di Donald Henderson Clarke pubblicato a New York nel 1930.

## Produzione
Secondo fonti moderne, il film fu prodotto da Charles R. Rogers come produzione indipendente. Rogers vendette i diritti alla RKO Radio Pictures dopo essere diventato chief executive ai RKO-Pathé Studios nel gennaio 1931.

## Distribuzione
Il copyright del film, richiesto dalla RKO Radio Pictures, Inc., fu registrato il 6 febbraio 1931 con il numero LP1984.
Distribuito dalla RKO Radio Pictures, il film uscì nelle sale cinematografiche USA l'8 febbraio 1931.